# Lijst van voetbalinterlands Qatar - Verenigde Arabische Emiraten
Deze lijst van voetbalinterlands is een overzicht van alle officiële voetbalwedstrijden tussen de nationale teams van Qatar en de Verenigde Arabische Emiraten. De landen speelden tot op heden 35 keer tegen elkaar. De eerste ontmoeting, een wedstrijd tijdens de Golf Cup of Nations 1974, werd gespeeld in Koeweit op 28 maart 1974. Het laatste duel, een groepswedstrijd tijdens de Golf Cup of Nations 2024, vond plaats op 22 december 2024 in Koeweit.

## Wedstrijden
| №  | Plaats          | Datum             | Competitie               | Wedstrijd                            | Uitslag |
| -- | --------------- | ----------------- | ------------------------ | ------------------------------------ | ------- |
| 1  | Koeweit         | 28 maart 1974     | Golf Cup of Nations 1974 | Qatar − Verenigde Arabische Emiraten | 1 − 1   |
| 2  | Doha            | 1 april 1976      | Golf Cup of Nations 1976 | Qatar − Verenigde Arabische Emiraten | 3 − 1   |
| 3  | Bagdad          | 28 maart 1979     | Golf Cup of Nations 1979 | Qatar − Verenigde Arabische Emiraten | 1 − 0   |
| 4  | Koeweit         | 17 september 1980 | Azië Cup 1980            | Qatar − Verenigde Arabische Emiraten | 2 − 1   |
| 5  | Abu Dhabi       | 19 maart 1982     | Golf Cup of Nations 1982 | Verenigde Arabische Emiraten − Qatar | 1 − 0   |
| 6  | Muscat          | 13 maart 1984     | Golf Cup of Nations 1984 | Verenigde Arabische Emiraten − Qatar | 1 − 0   |
| 7  | Riffa           | 7 april 1986      | Golf Cup of Nations 1986 | Qatar − Verenigde Arabische Emiraten | 3 − 2   |
| 8  | Riyad           | 8 maart 1988      | Golf Cup of Nations 1988 | Qatar − Verenigde Arabische Emiraten | 2 − 1   |
| 9  | Doha            | 5 december 1988   | Azië Cup 1988            | Qatar − Verenigde Arabische Emiraten | 2 − 1   |
| 10 | Singapore       | 24 oktober 1989   | WK 1990 kwalificatie     | Verenigde Arabische Emiraten − Qatar | 1 − 1   |
| 11 | Koeweit         | 27 februari 1990  | Golf Cup of Nations 1990 | Qatar − Verenigde Arabische Emiraten | 0 − 0   |
| 12 | Al Ain          | 14 mei 1992       | Vriendschappelijk        | Verenigde Arabische Emiraten − Qatar | 1 − 0   |
| 13 | Doha            | 6 december 1992   | Golf Cup of Nations 1992 | Qatar − Verenigde Arabische Emiraten | 1 − 0   |
| 14 | Hiroshima       | 9 oktober 1994    | Aziatische Spelen 1994   | Verenigde Arabische Emiraten − Qatar | 2 − 2   |
| 15 | Abu Dhabi       | 3 november 1994   | Golf Cup of Nations 1994 | Verenigde Arabische Emiraten − Qatar | 2 − 0   |
| 16 | Muscat          | 16 oktober 1996   | Golf Cup of Nations 1996 | Verenigde Arabische Emiraten − Qatar | 0 − 1   |
| 17 | Doha            | 29 september 1998 | Arab Nations Cup 1998    | Qatar − Verenigde Arabische Emiraten | 2 − 1   |
| 18 | Riffa           | 5 november 1998   | Golf Cup of Nations 1998 | Qatar − Verenigde Arabische Emiraten | 0 − 0   |
| 19 | Abu Dhabi       | 31 augustus 2001  | WK 2002 kwalificatie     | Verenigde Arabische Emiraten − Qatar | 0 − 2   |
| 20 | Doha            | 4 oktober 2001    | WK 2002 kwalificatie     | Qatar − Verenigde Arabische Emiraten | 1 − 2   |
| 21 | Riyad           | 20 januari 2002   | Golf Cup of Nations 2002 | Verenigde Arabische Emiraten − Qatar | 0 − 2   |
| 22 | Koeweit         | 3 januari 2004    | Golf Cup of Nations 2003 | Verenigde Arabische Emiraten − Qatar | 0 − 0   |
| 23 | Doha            | 10 december 2004  | Golf Cup of Nations 2004 | Qatar − Verenigde Arabische Emiraten | 2 − 2   |
| 24 | Ho Chi Minhstad | 16 juli 2007      | Azië Cup 2007            | Qatar − Verenigde Arabische Emiraten | 1 − 2   |
| 25 | Muscat          | 8 januari 2009    | Golf Cup of Nations 2009 | Qatar − Verenigde Arabische Emiraten | 0 − 0   |
| 26 | Al Ain          | 25 augustus 2011  | Vriendschappelijk        | Verenigde Arabische Emiraten − Qatar | 3 − 1   |
| 27 | Madinat Isa     | 5 januari 2013    | Golf Cup of Nations 2013 | Qatar − Verenigde Arabische Emiraten | 1 − 3   |
| 28 | Canberra        | 11 januari 2015   | Azië Cup 2015            | Verenigde Arabische Emiraten − Qatar | 4 − 1   |
| 29 | Abu Dhabi       | 29 januari 2019   | Azië Cup 2019            | Qatar − Verenigde Arabische Emiraten | 4 − 0   |
| 30 | Doha            | 2 december 2019   | Golf Cup of Nations 2019 | Qatar − Verenigde Arabische Emiraten | 4 − 2   |
| 31 | Al Khawr        | 10 december 2021  | FIFA Arab Cup 2021       | Qatar − Verenigde Arabische Emiraten | 5 − 0   |
| 32 | Basra           | 13 januari 2023   | Golf Cup of Nations 2023 | Qatar − Verenigde Arabische Emiraten | 1 − 1   |
| 33 | Ar Rayyan       | 5 september 2024  | WK 2026 kwalificatie     | Qatar − Verenigde Arabische Emiraten | 1 − 3   |
| 34 | Abu Dhabi       | 19 november 2024  | WK 2026 kwalificatie     | Verenigde Arabische Emiraten − Qatar | 5 − 0   |
| 35 | Koeweit         | 21 december 2024  | Golf Cup of Nations 2024 | Verenigde Arabische Emiraten − Qatar | 1 − 1   |
| 36 | Doha            | 14 oktober 2025   | WK 2026 kwalificatie     | Qatar − Verenigde Arabische Emiraten |         |

## Samenvatting
| Competitie          | Totaal gespeeld | Winst Qatar | Gelijk | Winst V.A.E. | Doelsaldo Qatar – V.A.E. |
| ------------------- | --------------- | ----------- | ------ | ------------ | ------------------------ |
| WK-kwalificatie     | 5               | 1           | 1      | 3            | 5 – 11                   |
| Azië Cup            | 5               | 3           | 0      | 2            | 10 – 8                   |
| FIFA Arab Cup       | 1               | 1           | 0      | 0            | 5 − 0                    |
| Golf Cup of Nations | 20              | 8           | 8      | 4            | 23 – 18                  |
| Arab Nations Cup    | 1               | 1           | 0      | 0            | 2 − 1                    |
| Aziatische Spelen   | 1               | 0           | 1      | 0            | 2 − 2                    |
| Vriendschappelijk   | 2               | 0           | 0      | 2            | 1 – 4                    |
| Totaal              | 35              | 14          | 10     | 11           | 48 – 44                  |

QFA · A-internationals · Bondscoaches · Statistieken · Qatarees vrouwenelftal · Qatar U21 · Qatar U20 · Qatar U19 · Qatar U18 · Qatar U17
1970 – 1979 ·
1980 – 1989 ·
1990 – 1999 ·
2000 – 2009 ·
2010 – 2019 ·
2020 − 2029
OS 1984 · 
OS 1992
1970 · 
1971 · 
1972 · 
1973 · 
1974 · 
1975 · 
1976 · 
1977 · 
1978 · 
1979 · 
1980 · 
1981 · 
1982 · 
1983 · 
1984 · 
1985 · 
1986 · 
1987 · 
1988 · 
1989 · 
1990 · 
1991 · 
1992 · 
1993 · 
1994 · 
1995 · 
1996 · 
1997 · 
1998 · 
1999 · 
2000 · 
2001 · 
2002 · 
2003 · 
2004 · 
2005 · 
2006 · 
2007 · 
2008 · 
2009 · 
2010 · 
2011 · 
2012 · 
2013 · 
2014 ·
2015 ·
2016 ·
2017 ·
2018 ·
2019 ·
2020 ·
2021 ·
2022 ·
2023 ·
2024
Afghanistan ·
Albanië ·
Algerije ·
Andorra ·
Argentinië ·
Australië ·
Azerbeidzjan ·
Bahrein ·
Bangladesh ·
België ·
Bhutan ·
Bosnië en Herzegovina ·
Brazilië .
Bulgarije ·
Burkina Faso ·
Cambodja ·
Canada ·
Chili ·
China ·
Colombia ·
Congo-Kinshasa ·
Costa Rica ·
Curaçao ·
Ecuador ·
Egypte ·
El Salvador ·
Estland ·
Filipijnen ·
Finland ·
Georgië ·
Ghana ·
Grenada ·
Griekenland ·
Guatemala ·
Haïti ·
Honduras ·
Hongarije ·
Hongkong ·
Ierland ·
IJsland ·
India ·
Indonesië ·
Irak ·
Iran ·
Ivoorkust ·
Jamaica ·
Japan ·
Jemen ·
Jordanië ·
Kazachstan ·
Kenia ·
Kirgizië ·
Koeweit ·
Kroatië ·
Laos ·
Letland ·
Libanon ·
Libië ·
Liechtenstein ·
Luxemburg ·
Malediven ·
Maleisië ·
Mali ·
Malta ·
Marokko ·
Mauritius ·
Mexico ·
Moldavië ·
Myanmar ·
Nederland ·
Nieuw-Zeeland ·
Noord-Ierland ·
Noord-Korea ·
Noord-Macedonië ·
Noorwegen ·
Oezbekistan ·
Oman ·
Pakistan ·
Palestina ·
Panama ·
Paraguay ·
Peru ·
Portugal ·
Rusland ·
Saoedi-Arabië ·
Schotland ·
Senegal ·
Servië ·
Singapore ·
Slovenië ·
Soedan ·
Sri Lanka ·
Syrië ·
Tadzjikistan ·
Thailand ·
Tsjechië ·
Tunesië ·
Turkije · 
Turkmenistan ·
Verenigde Arabische Emiraten ·
Verenigde Staten ·
Vietnam ·
Wales ·
Zimbabwe ·
Zuid-Korea ·
Zweden ·
Zwitserland
Ecuador (2022) ·
Nederland (2022)
UAEFA · A-internationals · Bondscoaches · Statistieken · Olympisch elftal · Vrouwenelftal van de Verenigde Arabische Emiraten · VA Emiraten U21 · VA Emiraten U19 · VA Emiraten U17
1972 – 1979 ·
1980 – 1989 ·
1990 – 1999 ·
2000 – 2009 ·
2010 – 2019 ·
2020 − 2029
OS 2012
Algerije ·
Andorra ·
Angola ·
Argentinië ·
Armenië ·
Australië ·
Azerbeidzjan ·
Bahrein ·
Bangladesh ·
Benin ·
Bolivia ·
Brazilië ·
Brunei ·
Bulgarije ·
Chili ·
China ·
Colombia ·
Costa Rica ·
Denemarken ·
Dominicaanse Republiek ·
Duitsland ·
Egypte ·
Estland ·
Filipijnen ·
Finland ·
Gabon ·
Gambia ·
Georgië ·
Haïti ·
Honduras ·
Hongarije ·
Hongkong ·
IJsland ·
India ·
Indonesië ·
Irak ·
Iran ·
Japan ·
Jemen ·
Joegoslavië ·
Jordanië ·
Kazachstan ·
Kenia ·
Kirgizië ·
Koeweit ·
Laos ·
Libanon ·
Libië ·
Litouwen ·
Maleisië ·
Malta ·
Marokko ·
Mauritanië ·
Moldavië ·
Myanmar ·
Nepal ·
Nieuw-Zeeland ·
Noord-Korea ·
Noorwegen ·
Oekraïne ·
Oezbekistan ·
Oman ·
Oost-Timor ·
Pakistan ·
Palestina ·
Paraguay ·
Peru ·
Polen ·
Qatar ·
Roemenië ·
Rusland ·
Saoedi-Arabië ·
Senegal ·
Singapore ·
Slovenië ·
Slowakije ·
Soedan ·
Sri Lanka ·
Syrië ·
Tadzjikistan ·
Thailand ·
Togo ·
Trinidad en Tobago ·
Tsjechië ·
Tunesië ·
Turkmenistan ·
Uruguay ·
Venezuela ·
Vietnam ·
Wit-Rusland ·
Zuid-Afrika ·
Zuid-Korea ·
Zweden ·
Zwitserland